# Джуті
Джуті (англ. Jyoti; нар. 17 грудня 1985) — індійська борчиня вільного стилю, триразова бронзова призерка чемпіонатів Азії, триразова срібна призерка чемпіонатів Співдружності.

## Життєпис
Боротьбою почала займатися з 2002 року. У 2004 році завоювала срібну медаль чемпіонату Азії серед юніорів.
Виступала за борцівський клуб спортивного комплексу Індіри Ґанді, Делі. Тренер — Раджеш Такур.

## Спортивні результати на міжнародних змаганнях

### Виступи на Чемпіонатах світу
| Змагання                        | Збірна | Вагова категорія          | Місце |
| ------------------------------- | ------ | ------------------------- | ----- |
| Чемпіонат світу з боротьби 2005 | Індія  | жіноча боротьба, до 72 кг | 20    |
| Чемпіонат світу з боротьби 2006 | Індія  | жіноча боротьба, до 67 кг | 13    |
| Чемпіонат світу з боротьби 2013 | Індія  | жіноча боротьба, до 72 кг | 17    |

### Виступи на Чемпіонатах Азії
| Змагання                       | Збірна | Вагова категорія          | Місце  |
| ------------------------------ | ------ | ------------------------- | ------ |
| Чемпіонат Азії з боротьби 2005 | Індія  | жіноча боротьба, до 72 кг | 5      |
| Чемпіонат Азії з боротьби 2013 | Індія  | жіноча боротьба, до 72 кг | Бронза |
| Чемпіонат Азії з боротьби 2014 | Індія  | жіноча боротьба, до 75 кг | Бронза |
| Чемпіонат Азії з боротьби 2017 | Індія  | жіноча боротьба, до 75 кг | Бронза |

### Виступи на Азійських іграх
| Змагання           | Збірна | Вагова категорія          | Місце |
| ------------------ | ------ | ------------------------- | ----- |
| Азійські ігри 2014 | Індія  | жіноча боротьба, до 75 кг | 7     |

### Виступи на Кубках світу
| Змагання                    | Збірна | Вагова категорія          | Місце |
| --------------------------- | ------ | ------------------------- | ----- |
| Кубок світу з боротьби 2013 | Індія  | жіноча боротьба, до 72 кг | 6     |

### Виступи на Чемпіонатах Співдружності
| Змагання                                | Збірна | Вагова категорія          | Місце  |
| --------------------------------------- | ------ | ------------------------- | ------ |
| Чемпіонат Співдружності з боротьби 2005 | Індія  | жіноча боротьба, до 72 кг | Срібло |
| Чемпіонат Співдружності з боротьби 2007 | Індія  | жіноча боротьба, до 67 кг | Срібло |
| Чемпіонат Співдружності з боротьби 2016 | Індія  | жіноча боротьба, до 75 кг | Срібло |

### Виступи на Іграх Співдружності
| Змагання                | Збірна | Вагова категорія          | Місце |
| ----------------------- | ------ | ------------------------- | ----- |
| Ігри Співдружності 2014 | Індія  | жіноча боротьба, до 75 кг | 4     |

### Виступи на інших змаганнях
| Змагання                                                         | Збірна | Вагова категорія          | Місце  |
| ---------------------------------------------------------------- | ------ | ------------------------- | ------ |
| Олімпійський кваліфікаційний турнір з боротьби 2008 (Едмонтон)   | Індія  | жіноча боротьба, до 72 кг | 13     |
| Олімпійський кваліфікаційний турнір з боротьби 2008 (Хапаранда)  | Індія  | жіноча боротьба, до 72 кг | 5      |
| Турнір міста Сассарі з боротьби 2014                             | Індія  | жіноча боротьба, до 75 кг | Бронза |
| Олімпійський кваліфікаційний турнір з боротьби 2016 (Улан-Батор) | Індія  | жіноча боротьба, до 75 кг | 7      |
| Турнір Дана Колова — Николи Петрова 2017                         | Індія  | жіноча боротьба, до 75 кг | 5      |

### Виступи на змаганнях молодших вікових груп
| Змагання                                     | Збірна | Вагова категорія          | Місце  |
| -------------------------------------------- | ------ | ------------------------- | ------ |
| Чемпіонат Азії з боротьби серед юніорів 2004 | Індія  | жіноча боротьба, до 72 кг | Срібло |